# Extraterrestrial Live
Extraterrestrial Live è il terzo album dal vivo della hard rock band Blue Öyster Cult, pubblicato nell'aprile del 1982.

## Tracce
1. Dominance and Submission – 5:56 –  (Eric Bloom/Albert Bouchard/Sandy Pearlman)
2. Cities On Flame With Rock And Roll – 5:19 –  (Richard Meltzer/Donald Roeser)
3. Dr. Music – 3:40 –  (Joe Bouchard/Richard Meltzer/Donald Roeser)
4. The Red and the Black – 4:39 –  (Eric Bloom/Richard Meltzer/Sandy Pearlman/Donald Roeser)
5. Joan Crawford – 5:17 –  (Albert Bouchard/Rigg, J./David Roter)
6. Burnin' for You – 4:50 –  (Richard Meltzer/Donald Roeser)
7. Roadhouse Blues – 9:06 –  (John Densmore/Robbie Krieger/Ray Manzarek/Jim Morrison)
8. Black Blade  – 6:17 –  (Eric Bloom, Michael Moorcock, John Trivers)
9. Hot Rails to Hell – 5:03 –  (Jeff Bouchard/Joe Bouchard)
10. Godzilla – 7:46 –  (Richard Meltzer/Donald Roeser)
11. Veteran of the Psychic Wars – 8:11 –  (Eric Bloom, Michael Moorcock)
12. E.T.I. (Extra Terrestrial Intelligence) – 5:20 –  (Sandy Pearlman/Donald Roeser)
13. (Don't Fear) The Reaper – 6:42 –  (Donald Roeser)

## Formazione
- Eric Bloom — voce, chitarra
- Buck Dharma — chitarra
- Allen Lanier — tastiere, chitarra
- Joe Bouchard — basso
- Rick Downey — batteria
- Albert Bouchard — batteria nelle tracce 1 e 8
- Robbie Krieger — chitarra sulla traccia 7